# Rumours
Rumours — музичний альбом гурту Fleetwood Mac. Виданий 4 лютого 1977 року лейблом Warner Bros.. Загальна тривалість композицій становить 40:03. Альбом відносять до напрямку рок.
Цей альбом є найуспішнішим у творчості Fleetwood Mac. Він був проданий накладом понад 30 мільйонів копій і включений до Списку 500 найкращих альбомів усіх часів за версією журналу Rolling Stone на 25-й сходинці.

## Просування і реліз
Восени 1976 року, під час запису, Fleetwood Mac виконали декілька композицій з Rumours на Universal Amphitheatre в Лос-Анджелесі. Джон МакВі запропонував назву альбому до гурту, тому що він відчував, що учасники писали «журнали та щоденники» один про одного через музику. Warner Bros. підтвердив інформацію про реліз для преси в грудні і вибрав «Go Your Own Way» як перший сингл у січні 1977 року. В той час, попереднє замовлення альбому в 800 000 примірників було найбільшим в історії Warner Bros..
Rumours був випущений 4 лютого 1977 року в США і через тиждень у Великій Британії. Обкладинка включає стилізовану фотографію Флітвуда і Нікс, одягненої в її сценічний образ «Ріаннон», в той час як на задній обкладинці фотомонтаж учасників гурту; всі фотографії були зроблені Гербертом Вортінгтоном. 28 лютого 1977 року, після репетиції в SIR Studios в Лос-Анджелесі, Fleetwood Mac почали семимісячний тур по Америці. Нікс зазначила, що після виконання в основному пісень з Rumours під час концертів, гурт спочатку зіткнувся з поганим прийомом від шанувальників, які не звикли до нового матеріалу. Найджел Вільямс з Uncut назвав виступи Fleetwood Mac «найбільшою мильною оперою рока». «Dreams», випущений в червні 1977 року, став єдиним синглом гурту, який очолив чарт Billboard Hot 100.

## Список пісень

### Оригінальне видання

#### Сторона A
1. «Second Hand News» — 2:43
2. «Dreams» — 4:14
3. «Never Going Back Again» — 2:14
4. «Don't Stop» — 3:11
5. «Go Your Own Way» — 3:38
6. «Songbird» — 3:20

#### Сторона B
1. «The Chain» — 4:28
2. «You Make Loving Fun» — 3:31
3. «I Don't Want to Know» — 3:11
4. «Oh Daddy» — 3:54
5. «Gold Dust Woman» — 4:51

### перевидання 2004 року
1. «Second Hand News» — 2:43
2. «Dreams» — 4:14
3. «Never Going Back Again» — 2:02
4. «Don't Stop» — 3:11
5. «Go Your Own Way» — 3:38
6. «Songbird» — 3:20
7. «Silver Springs» — 4:33
8. «The Chain» — 4:28
9. «You Make Loving Fun» — 3:31
10. «I Don't Want to Know» — 3:11
11. «Oh Daddy» — 3:54
12. «Gold Dust Woman» — 4:51

#### Бонус-диск
1. «Second Hand News» — 2:47
2. «Dreams» — 4:21
3. "Brushes — 2:50
4. «Don't Stop» — 3:33
5. «Go Your Own Way» — 3:06
6. «Songbird» — 3:11
7. «Silver Springs» — 6:07
8. «You Make Loving Fun» — 4:56
9. «Gold Dust Woman #1» — 5:02
10. «Oh Daddy» — 3:58
11. «Think About It» — 2:55
12. «Never Going Back Again» — 1:56
13. «Planets of the Universe» — 3:18
14. «Butter Cookie (Keep Me There)» — 2:11
15. «Gold Dust Woman» — 5:01
16. «Doesn't Anything Last» — 1:10
17. «Mic the Screecher» — 0:59
18. «For Duster (The Blues)» — 4:26

## Хіт-паради
| Хіт-парад (1977—1978)        | Позиція |
| ---------------------------- | ------- |
| Australian Albums Chart      | 1       |
| Austrian Albums Chart        | 25      |
| Canadian Albums Chart        | 1       |
| Netherlands Albums Chart     | 1       |
| New Zealand Albums Chart     | 1       |
| Norwegian Albums Chart       | 17      |
| Swedish Albums Chart         | 19      |
| UK Albums Chart              | 1       |
| US Billboard Top LPs & Tapes | 1       |

| Пісня                 | Позиція | Позиція    |
| Пісня                 | UK      | US Hot 100 |
| --------------------- | ------- | ---------- |
| «Go Your Own Way»     | 38      | 7          |
| «Don't Stop»          | 32      | 3          |
| «Dreams»              | 24      | 1          |
| «You Make Loving Fun» | 45      | 9          |